# Odprtje knjige (sura)
Odprtje knjige (arabsko Al-Fatiha) je 1. sura (poglavje) v Koranu, ki jo sestavlja 7 ajatov (verzov). Je meška sura.
Med opravljanjem molitve (salata oz. namaza) pri tej suri verniki opravijo 1 ruku' (priklon).